# Bolesław Brzeski
Bolesław Aleksander Brzeski vel Stojałowski wł. Aleksander Mikołaj Stojałowski (ur. 12 grudnia 1891 w Bukowsku, zm. 15 grudnia 1959 w Rzeszowie) – polski aktor teatralny i filmowy, reżyser teatralny, dyrektor teatrów.

## Życiorys
Debiutował najprawdopodobniej w latach 1910-1912 w zespołach: Teatru Popularnego w Łodzi (pod nazwiskiem Brzeski) oraz w amatorskim teatrze "Sokół" Tadeusza Leszczyca w Przemyślu (jako Stojałowski). W 1913 roku grał w Teatrze Nowym we Lwowie, a 1914 roku - w Teatrze Ludowym w Krakowie. W latach 1914-1916 był członkiem zespołu Teatru Polskiego w Wiedniu, z którym występował m.in. w Pradze i Bratysławie (ówczesnym Preszburgu).
Lata 1916-1922 spędził w Krakowie za wyjątkiem lata 1917 roku kiedy to z Teatrem Frontowym Wiktora Biegańskiego występował dla polskich żołnierzy w armii austro-węgierskiej w okolicach Triestu. Grał w  Teatrze im. Juliusza Słowackiego (1916), Miejskim Teatrze Powszechnym (1918-1919) oraz Teatrze „Bagatela” (1919-1922). Wówczas też, w 1916 roku stworzył swoją jedyną kreację filmową - rolę Jana Zbroi w filmie "Pod jarzmem tyranów" (reż. Franz Porten). Następnie był członkiem zespołów: Teatrów Miejskich we Lwowie (1922-1926, za wyjątkiem jesieni 1923 roku, kiedy to grał w krakowskiej „Bagateli”) oraz Teatru Polskiego w Poznaniu (1926-1927).
W sierpniu 1927 roku zorganizował w Poznaniu objazdową grupę teatralną, gdzie pełnił funkcję dyrektora i reżysera. Działalność zespołu, nazwanego Teatrem Wielkopolskim obejmowała początkowo Wielkopolskę i polską część Pomorza, z czasem zaczął on także występować na Polesiu, Wołyniu, w Małopolsce oraz na Śląsku. W 1929 roku doszło do połączenia z Teatrem Macierzy Szkolnej w Gdańsku i odtąd grupa nosiła nazwę Teatr Wielkopolski i Macierzy Szkolnej w Gdańsku. Zespół działał z przerwami do ok. 1934 roku. W międzyczasie Brzeski współpracował z poznańskim Teatrem Polskim (1932) oraz współprowadził z Ogrodzie Zoologicznym w Poznaniu teatrzyk dla dzieci „Teatr za 50 groszy”.
Ok. 1935 w Poznaniu roku przejął od Stefana Polońskiego scenę oraz lalki teatru marionetek „Miniatury”. Zespół ten działał do ok. 1938 roku, korzystając ze sali tamtejszego Teatru Polskiego. Natomiast po II wojnie światowej zamieszkał w Rzeszowie. Tam też, na przełomie lat 1947/1948 objął kierownictwo (pod nazwiskiem Stojałowski)  Teatru Lalki „Bajka”, powstałego przy udziale miejscowego Związku Polskich Artystów Plastyków oraz Towarzystwa Teatrów i Muzyki Ludowej. Zespół ten działał do końca 1949 roku.